# Karine Babajanyan
Karine Babajanyan (armenisch Կարինե Բաբաջանյան; geboren am 1. Dezember 1968 in Jerewan) ist eine armenische Opernsängerin (Sopran).

## Leben
Karine Babajanyans musikalische Ausbildung begann mit sechs Jahren. Sie erlernte zunächst das Klavierspiel und machte 1987 am Romanos Melikyan Music College in Jerewan ein Diplom als Klavierlehrerin und in Klavierbegleitung. Sechs Jahre später folgte ein Diplom als Chorleiterin am Staatlichen Konservatorium Jerewan „Komitas“. Dort studierte sie außerdem Gesang bei Tatevik Sazandaryan, und erweiterte so ihre musikalische Ausbildung um den Abschluss als Opern- und Konzertsängerin ebenso wie als Gesangslehrerin. 1998 beendete sie ihre Studien im Bereich Sologesang mit Auszeichnung. Sie vervollständigte ihre Gesangsausbildung bei Mirella Parutto und Dunja Vejzovic.
Von 1996 bis 1999 war Karine Babajanyan zunächst am Nationaltheater in Jerewan engagiert. 1999 verlegte sie ihren beruflichen Schwerpunkt dann nach Deutschland, das ihr mittlerweile zur zweiten Heimat geworden ist. Erste Engagements führten sie an das Theater Koblenz und das Theater Bielefeld, als Gast an die Komische Oper Berlin, die Staatsoper Hannover und das Aalto-Theater Essen. Von 2003 bis 2011 war sie Mitglied im Ensemble der Staatsoper Stuttgart. Seit 2011 ist sie freischaffend tätig.
Ihre Tätigkeit als Solo- und Konzertsängerin führte Karine Babajanyan an das Grand Théâtre de Genève, den Palast der Künste in Budapest, Det Kongelige Teater in Kopenhagen, das Nationale Zentrum für Darstellende Künste in Peking, das Teatro Politeama in Palermo, die Semperoper Dresden, die Deutsche Oper am Rhein, das Opernhaus Zürich, die Staatsoper Berlin, die Vlaamse Opera in Antwerpen, die Finnische Nationaloper in Helsinki, die New Israeli Opera in Tel Aviv, das New National Theatre in Tokio, das Opernhaus Graz, den Palacio de Bellas Artes in Mexiko-Stadt, die Oper Köln, das Nationaltheater Mannheim, das Stadttheater Bern, das Hessische Staatstheater Wiesbaden, die Staatsoper Hamburg, das Theater Basel, die Oper Frankfurt und das Dorset Opera Festival.
Außerdem wurde sie von den Bregenzer Festspielen, dem Festspielhaus Baden-Baden, der Ruhrtriennale, dem Schleswig-Holstein Musik Festival, dem Rheingau Musik Festival, dem Prague Autumn International Music Festival, der Notte Bianca Reggio Calabria, den DomStufen-Festspielen in Erfurt und dem International Opera Festival Miskolc in Ungarn verpflichtet.
Einen  Höhepunkt ihrer Karriere bildete 2008 ihr Auftritt als Puccinis „Tosca“ bei den Bregenzer Festspielen in dem James-Bond-Film „Ein Quantum Trost“ mit Daniel Craig als James Bond.
Karine Babajanyan arbeitete mit den Dirigenten Daniel Oren, Carlo Rizzi, Nicola Luisotti, Robin Ticciati, Lothar Zagrosek, Muhai Tang, Stefan Soltesz, Alexander Joel, Helmuth Rilling, Piergiorgio Morandi, José Cura, Jonathan Nott, Carlo Montanaro, Julian Kovatchev und Axel Kober und mit den Regisseuren  Werner Schroeter, Peter Konwitschny, Philipp Himmelmann, Graham Vick, Jossi Wieler, Tatjana Gürbaca, Monique Wagemakers und Dietrich Hilsdorf.
Ihr Repertoire umfasst die großen Sopranpartien bei Mozart (Elettra, Elvira, Contessa, Fiordiligi) ebenso wie diverse Partien aus dem italienischen Fach (Mimi, Cio-Cio-San, Manon Lescaut, Liù, Suor Angelica, Leonora in „Il trovatore“, Elisabetta in „Don Carlo“, Amelia in „Un ballo in maschera“, Leonora in „La forza del destino“, Desdemona, Maddalena in „Andrea Chénier“, Nedda, Norma), aber auch die Rachel aus Halévys „La juive“, Janáčeks Jenůfa, Tatjana aus Tschaikowskys „Eugen Onegin“ und Maria aus Tschaikowskys „Mazeppa“.
Ihre Paraderolle ist die Cio-Cio-San in Puccinis „Madama Butterfly“, die sie in 15 Inszenierungen verkörpert hat.
An der Staatsoper Stuttgart sang sie außerdem die Partie der „Carmen“. Außerdem machte sie Ausflüge ins deutsche Fach mit Wagner und Strauss. So hatte sie Ende September 2014 Premiere als Ariadne in Strauss’ „Ariadne auf Naxos“ an der Deutschen Oper am Rhein in Düsseldorf.
Im Oktober 2015 debütierte Karine Babajanyan als Elena in einer Neuproduktion von Mefistofele an der Seite von Joseph Calleja und René Pape an der Bayerischen Staatsoper.

## Preise und Auszeichnungen
- 1. Preis beim Avetik Isahakyan Gesangswettbewerb 1996
- 1. Preis beim Austrian-German Gesangswettbewerb 1997
- Sonderpreis beim “Competizione Dell’ Opera” in Hamburg 1998
- Nominierung „Beste Nachwuchssängerin“ des Jahres 2001 von der Zeitschrift OPERNWELT für „Madama Butterfly“ und „Manon Lescaut“ an der Komischen Oper Berlin[9]
- Nominierung „Beste Sängerin“ des Jahres 2003 bei der Kritikerumfrage NRW für „Madama Butterfly“ und „Jenufa“ am Theater Bielefeld[10]
- Auszeichnung mit dem Komitas-Orden als „kulturelle Botschafterin Armeniens in der Welt“ vom Diaspora-Ministerium in Armenien

## Rundfunk- und Fernsehübertragungen
- 2003	Russische Operette – WDR Liveübertragung aus der Kölner Philharmonie[11]
- 2013	Ottorino Respighi „Il Tramonto“ mit dem Württembergischen Kammerorchester Heilbronn – Übertragung des SWR
- 2014	Mozarts „Don Giovanni“ – Übertragung aus der Opera Vlaanderen im Belgischen Fernsehen

## Diskographie
- 2008:	Karine Babajanyan – Puccini-Arien, Audio-CD, EMI Classics 2677312